# Pseudoplon oculatum
Pseudoplon oculatum là một loài bọ cánh cứng trong họ Cerambycidae.